# 山田奈保
山田 奈保（やまだ なほ、1994年3月7日 - ）は、日本の女優、女子プロレスラー。兵庫県西宮市出身。女優としてはストレイドッグプロモーション、女子プロレスラーとしてはマリーゴールド所属。

## 所属
- Actwres girl'Z（2022年 - 2024年）
- マリーゴールド（2024年 - ）

## 来歴
2011年に地元のプロダンス養成スクール「ダンスオブハーツ」の10周年記念公演で初舞台を踏む。京都造形芸術大学在学中の2015年、映画「赤い玉、」に奥田瑛二演じる主人公・時田修次の娘・花子役で映画デビュー。卒業後も舞台・映画・テレビドラマと様々な作品に出演する。
2022年、新体制移行後のアクトレスガールズに入団し、3月13日の新木場1stRING公演でリングデビューする。2023年4月1日にはアイスリボンからレンタル移籍した朝陽、松井珠紗と共に新ユニット「てっぺん☆」を結成する（その後10月にCatMASK calicoも参加）。しかし翌2024年2月1日に朝陽が急死、4月15日には松井が新団体マリーゴールドに移籍、さらに4月26日の新木場公演を最後にcalicoもアクトレスガールズを去り、それでも1人で「てっぺん☆」の継続を宣言したが、6月30日付でアクトレスガールズを退団。
退団後の7月にマリーゴールドに練習生として入団。9月19日に非公開でプロテストを受験し合格。10月7日の後楽園ホール大会で松井珠紗とのデビュー戦を志願した。12月31日、新宿FACE大会で新人王決定ワンデイトーナメントに出場し、1回戦で咲村良子を下し移籍後初勝利を挙げるが、決勝で勇気みなみに敗れ新人王は逃す。

## 得意技
- フィギュア・エイト

## 入場曲
- Kiseki（中村"Anija"隆宏） - 自ら歌唱しながら入場する。

## 出演

### テレビドラマ
- 「アイアングランマ2」（2018年、NHK BSプレミアム）
- 「死亡フラグが立ちました!」第7話（2019年、カンテレ） - 劇団員 山田 役
- 「全裸監督」第4話（2019年、Netflix）
- 「特捜9 season2」第11話（2019年） - 喫茶店店員 役
- 「夫のちんぽが入らない」（2019年、Netflix）
- 「ほぼ日の怪談。」（2020年、tvk）

### 映画
- 「赤い玉、」（2015年） - 花子 役
- 「ヴァンパイア ナイト」（2017年）
- 「夜明けまで離さない」（2018年）
- 「純平、考え直せ」（2018年）
- 「いけいけ!バカオンナ〜我が道を行け〜」（2020年）
- 「悲しき天使」（2020年）
- 「エンボク」（2020年）
- 「俺と〇〇〇すれば売れる」（2022年）

### 舞台
- Dance of Hearts 10th Anniversary（2011年）
- 「The Last Night 2012」（2012年）
- 「LOVER」（2016年） - ヒロイン 役
- 「女ヒエラルキー底辺少女」（2016年）
- 「アロハ色のヒーロー」（2016年） - 主演
- 「問題のない私たち」（2016年）
- 「へなちょこヴィーナス」（2016年）
- 「映像都市」（2016年）
- 「悲しき天使」（2016年）
- 「The Night of Christmouse～クリスマウスの夜～」（2016年）
- 「おとうさんとわたし」(2017年)
- 「アオイの花」(2017年)
- 「俺の女たちが店を潰そうとしている」(2017年)
- 「海街diary」(2017年、新国立劇場・紀伊國屋ホール)
- 「八月のシャハラザード」(2017年)
- 「夕凪の街 桜の国」(2017年)
- 「へなちょこヴィーナス」(2017年)
- 「蒲田行進曲」(2017年)
- 「いるかホテル」(2017年)
- 「心は孤独なアトム」（2018年）
- 「皆殺しの天使」（2018年） - 主演
- 「閨房のアライグマ」（2018年）
- 「Starting Over」（2018年）
- 「ぼくんち」（2018年）
- 「路地裏の優しい猫」（2018年）
- ★☆北区AKT STAGE「熱海殺人事件」（2018年）
- 「嫌われ松子の一生」（2019年）
- D.K HOLLYWOOD公演「THE BOOGIEMAN」（2019年）
- 「夕凪の街 桜の国」（2019年）
- 「悲しき天使」（2019年）
- 「幸せになるために」（2020年）
- 「どっかこっか」（2021年）
- 「心は孤独なアトム」（2021年）
- 「絶叫」（2022年）
- 「母の桜が散った夜」（2023年）
- 「女の子ものがたり」（2023年）
- 「夕凪の街 桜の国」（2023年）
- 「純平、考え直せ」（2024年）

### CM
- 「アサヒビール」（2021年）
- 新日本製薬「パーフェクトワン」（2021年）
- 「イオンフィナンシャルサービス」（2021年）